# Лушечка Вас
Лушечка Вас (словен. Lušečka vas) — поселення в общині Польчане, Подравський регіон‎, Словенія.